# ان‌جی‌سی ۶۸۸۱
ان‌جی‌سی ۶۸۸۱ (انگلیسی: NGC 6881) نام یک کهکشان است.